# جان جی. اشتراوس
جان جی. اشتراوس (انگلیسی: John J. Strauss؛ زادهٔ ۱۲ مهٔ ۱۹۵۷) یک تهیه‌کننده فیلم، تهیه‌کننده تلویزیونی و نویسنده اهل ایالات متحده آمریکا است. وی دانش‌آموختهٔ دانشگاه کالیفرنیا، لس آنجلس و دانشگاه جورجیا است از سال ۱۹۸۹ میلادی تاکنون مشغول فعالیت بوده‌است. پدر او کارگزار هنرمندان بزرگی چون جیمز استوارت، اندی ویلیامز، کارول برنت و لوسیل بال بود.
از فیلم‌ها یا مجموعه‌های تلویزیونی که وی در آن‌ها نقش داشته‌است، می‌توان به فیلم لیزی مک‌گوایر، مری یه جوریه، ریباند، دنیای وحش، پرندگان آزاد و موتسارت در جنگل اشاره نمود.